# Justine Bateman
Justine Tanya Bateman, född 19 februari 1966 i Rye, Westchester County, New York, är en amerikansk skådespelerska, regissör, författare och producent. Bateman har bland annat gjort rollen som Mallory Keaton i TV-serien Fem i familjen (Family Ties). Bateman är gift och har två barn.

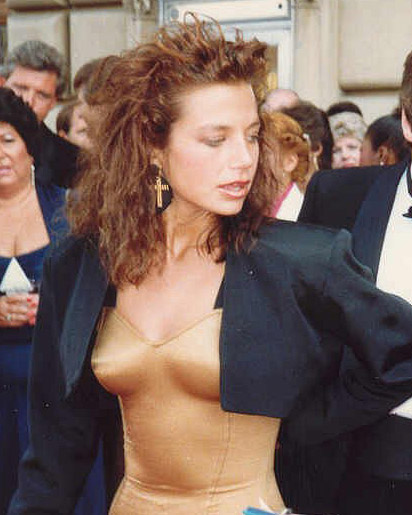
Bateman 1987.

## Filmografi
- Fem i familjen (1982–1989)
- Berättelser från andra sidan Del 2 (1985)
- Med rätt att döda (1985)
- Can You feel me Dancing (1986)
- Satisfaction (1988)
- Mord i fokus (1990)
- Dödsfällan (1991)
- Primary Motive (1992)
- I en främlings ögon (1992)
- Kärlekstrassel i New York (1993)
- En annan kvinna (1994)
- Levande byte (1994)
- Kiss & Tell (1996)
- God's Lonely Man (1996)
- Highball (1997)
- Say You'll Be Mine (1999)
- Out of Order (2003)
- The Hollywood Mom's Mystery (2004)
- Men in Trees (2006–2007)
- Hybrid (2007)
- The TV Set (2007)
- Desperate Housewives (2008–2012) (5 avsnitt)